# Tweel

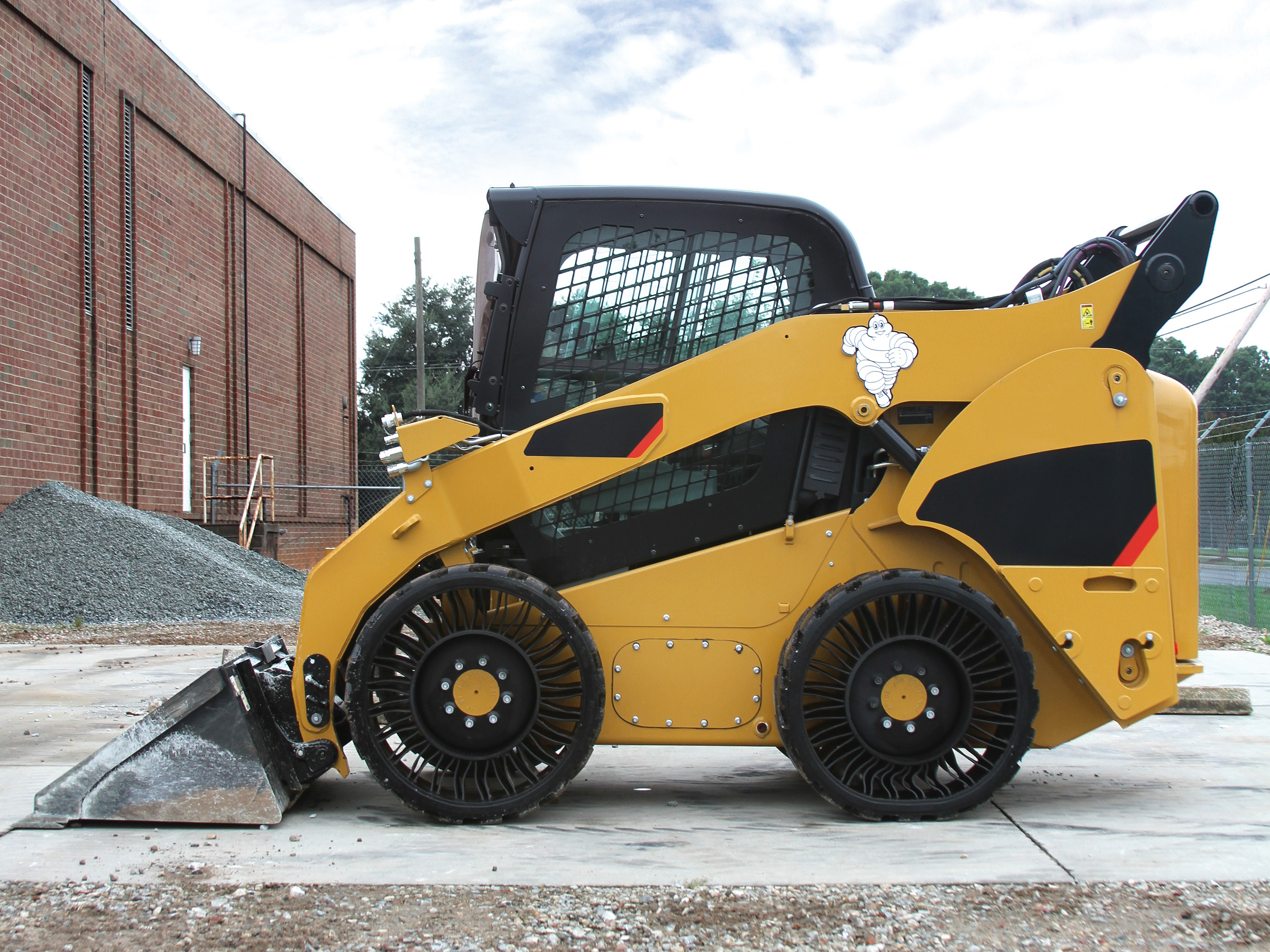
Kompaktlader mit Tweel

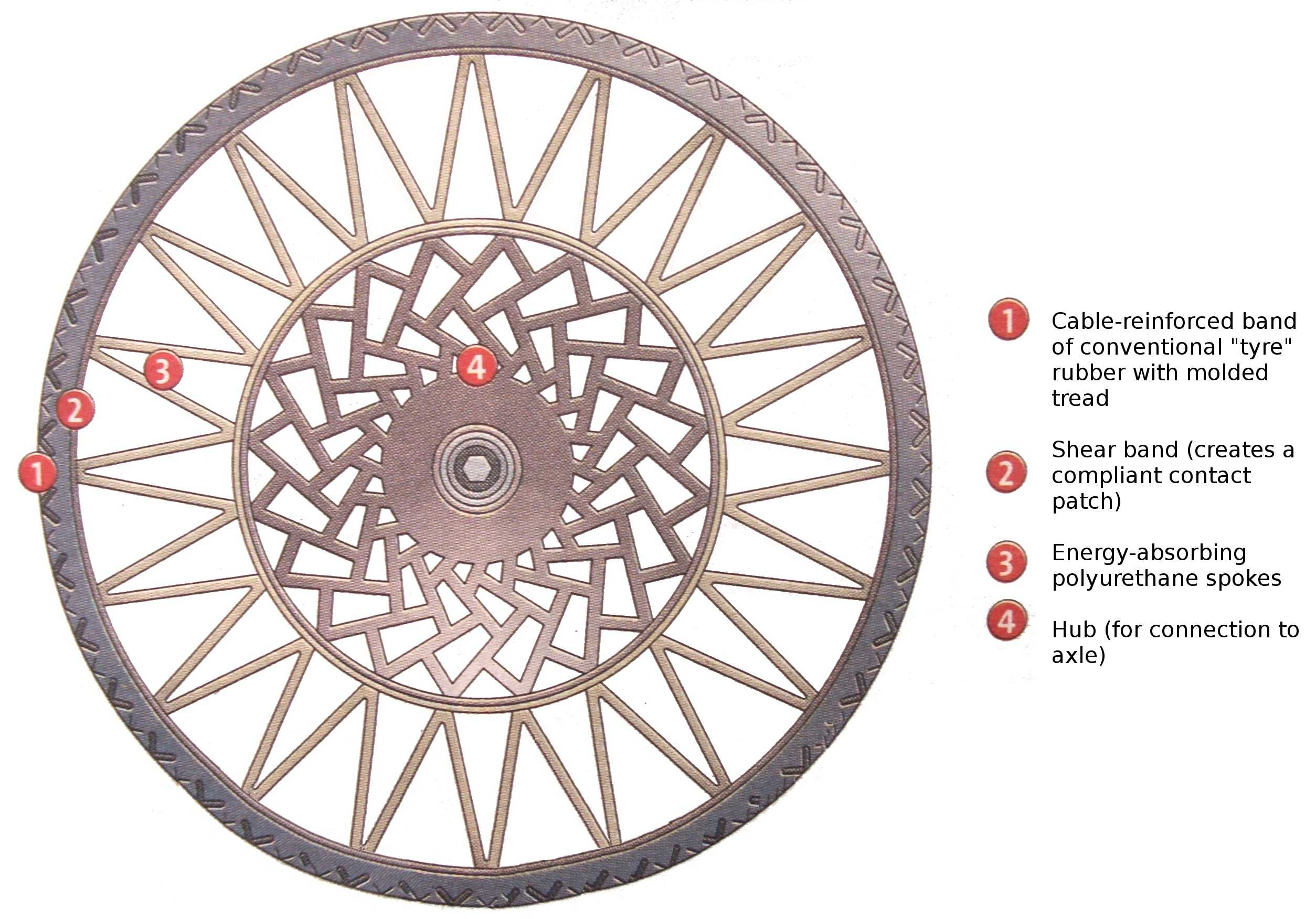
Aufbau des Tweel

Das Tweel (Kofferwort aus tire, ‚Reifen‘ und wheel, ‚Rad‘) wurde Anfang der 2000er Jahre vom französischen Reifenherstellers Michelin in den USA bei Michelin America Research entwickelt. In die ausfallsichere Radkonstruktion ist der Reifen integriert. Es gibt keine Luftkammer. Die Lauffläche aus Gummi sitzt auf einem Stahlgürtel, der von radial nachgiebigen Speichen aus Polyurethan getragen wird. Diese geben auf unebenem Untergrund deutlich nach und können teilweise die Funktion einer Federung ersetzen.
Da die Felge nicht schüsselförmig ausgebildet ist, fehlt der Einbauraum für herkömmliche Bremsen.
Anstelle der geschlossenen Reifenflanke eines mit Luft gefüllten Reifens, fallen beim Tweel die markanten im Winkel angeordneten Speichen auf.
Anfang 2005 bot ein Hersteller von Rollstühlen eine Ausstattung mit Tweels an.
Ende 2012 wurden Tweels für Kompaktlader auf den Markt gebracht.
Mit Stand Dezember 2024 ist mit einem Serieneinsatz für private Pkw-Endkunden nicht vor dem Jahr 2030 zu rechnen.

## Rechtliche Situation in Deutschland
In Deutschland sind nach der StVZO Luftlose Reifen im Straßenverkehr nicht zulässig.  § 36 Abs. III verlangt ausdrücklich, dass die Räder von Kraftfahrzeugen und Anhängern mit Luftreifen versehen sein müssen, soweit nicht nachstehend andere Bereifungen zugelassen sind. Als Luftreifen gelten nach der StVZO „Reifen, deren Arbeitsvermögen überwiegend durch den Überdruck des eingeschlossenen Luftinhalts bestimmt wird.“

## Geschichtliche Entwicklung
Luftlose Reifen (engl. airless tires) aus Holz und Kautschuk wurden bereits 1938 im amerikanischen Technikmagazin Popular Science vorgestellt.
Auch das Verteidigungsministerium der Vereinigten Staaten testet mit der Firma Resilient Technologies „Non-Pneumatic Tires“ (NPT) für den Militäreinsatz. Diese haben einen wabenförmigen Aufbau.